# Perthtraktaten
Perthtraktaten skrevs under 2 juli 1266 och avslutade den militära konflikten mellan Magnus Lagaböter och Alexander III av Skottland. Traktatet avgjorde frågan om Hebridernas och Isle of Mans tillhörighet. Hebriderna och Isle of Man hade tidigare knutits till den norska kronan, vilket hade erkänts i ett traktat 1098 där Edgar av Skottland formellt tillerkände Norges kung Magnus Barfot områdena.
Traktatet skrevs under tre år efter Slaget om Largs, vilket och innebar att Hebriderna och Isle of Man, i form av Kungariket Man, tillföll Skottland mot att Norge erhöll en engångsbetalning på 4 000 mark och en årlig betalning på 100 mark, medan Norge behöll Orkney- och Shetlandsöarna. Den skotske historikern Michael Lynch har jämfört traktatets betydelse med betydelsen av Yorktraktaten från 1263.